# 内田繁
内田 繁（うちだ しげる、1943年（昭和18年）2月27日 - 2016年（平成28年）11月21日）は、インテリアデザイナー。桑沢デザイン研究所第9代所長。神奈川県横浜市出身。

## 来歴・人物
桑沢デザイン研究所卒業後、1970年に独立。2007年11月、多摩川アートラインプロジェクトに参加。2008年4月、桑沢デザイン研究所所長に就任。
商業空間や住宅空間、いすや照明などの家具、工業デザインなどに活躍。代表作に六本木WAVE。
2016年11月21日、膵臓がんのため死去。73歳没。
夫人はインテリアデザイナーの三橋いく代（1944年 - 2017年）。

## 実績

### 受賞
- 1987年 - 毎日デザイン賞
- 2000年 - 芸術選奨
- 2007年 - 紫綬褒章
- 2013年 - 旭日小綬章[4]

- 他多数。

### 代表作
- 山本耀司のブティック一連
- 茶室「受庵・想庵・行庵」
- プレミアホテル門司港
- 玉峰館
- 六本木WAVE

### 永久コレクション
- メトロポリタン美術館他多数。

## 著書
- 『プライバシーの境界線』住まいの図書館出版局、1995年7月。ISBN 978-4795208698。
- 『インテリアと日本人』晶文社、2000年3月。ISBN 978-4794964267。
- 『家具の本』晶文社、2001年10月。ISBN 978-4794965066。
- 『茶室とインテリア』工作舎、2005年9月。ISBN 978-4-87502-388-3。
- 『普通のデザイン』工作舎、 2007年7月。ISBN 978-4-87502-402-6
- 『Designscape』工作舎、2009年10月。ISBN 978-4-87502-422-4。

編著
- 内田繁、沖健次 編著『日本のインテリア』全4巻。六耀社、1994年 - 1995年。
  - vol.1（デザインの奔流）
  - vol.2（レストラン・バー・ディスコ・クラブ）
  - vol.3（ブティック・ヘアーサロン・ショールーム他）
  - vol.4（ホテル・オフィス・住宅）